# Weinstraße 5 (Volkach)

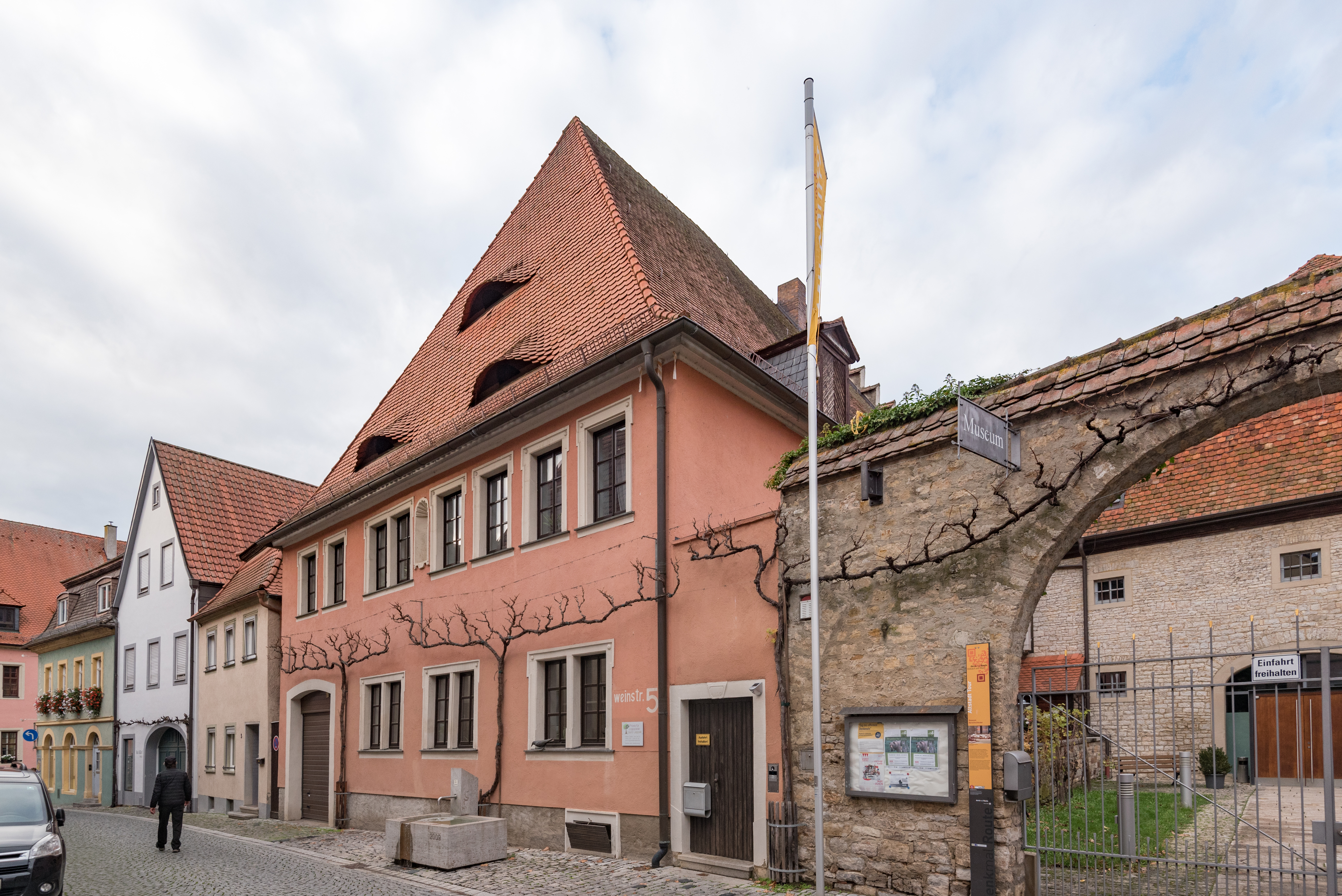
Das Haus in der Weinstraße 5

Das Haus Weinstraße 5 (auch Rönerts Haus, Balbisches Haus, früher Hausnummer 195) ist ein denkmalgeschütztes Gebäude in der Kernstadt des unterfränkischen Volkach. 

## Geschichte
Das Haus in der heutigen Weinstraße 5 gehört zu den älteren Häusern in der Volkacher Altstadt. Im Kern datiert es auf das 16. Jahrhundert, wobei sich spätgotische Ausstattung erhalten hat. Nach einem Brand musste die Fassade erneuert werden. In einem Fenstersturz hat sich die Jahreszahl 1695 erhalten, die wohl auf diese Renovierung verweist. Erstmals urkundlich erwähnt wurde das Haus im Jahr 1689. Damals bewohnte der Rotgerber Hans Heim das Anwesen, dessen Grundfläche allerdings aufgeteilt war. Heim hielt ¾ des Hauses, während Georg Kremers Witwe das restliche Viertel und eine Scheune besaß.
Um 1698 gelangte das Anwesen in die Hände des Johann Michael Balbus, des Vogtes des Würzburger Juliusspitals in der Stadt. Es bestand aus dem Wohnhaus zur Gasse, einer Scheune und Stallungen. Außerdem waren dem Bau 25 Morgen Weinberge in der Umgebung Volkachs zugeordnet. 1713 wurde das Haus auf 1348 ¼ Gulden taxiert, was seine Bewohner zu den reicheren Einwohnern der Stadt machte. 1736 lebte die Witwe des Johann Michael Balbus im Haus. Sie übergab das Anwesen ihren Erben, die das „Balbische Haus“ an Johann Nicolaus Laniny (auch Lanin) 1745 verkauften.
Bereits 1770 war Laniny verstorben und das Haus gelangte 1771 an Johann Philipp Altenschöpfer, der auch der Wirt im Gasthof Zur Lilie in der heutigen Hauptstraße war. Über seine Tochter Anna Maria Altenschöpfer kam das Haus an den Ökonomen Johann Philipp Jäcklein, der am Ende des 18. Jahrhunderts auch den Bürgermeisterposten in Volkach bekleidete. Um 1811 erbten Georg Philipp Jäcklein und seine Frau Margarete Barbara, geborene Seubert das Haus. Über seine Tochter Margareta kam der Lehrer Michael Pfister 1825 zu dem Anwesen. Er verkaufte es an Jacob Frainier.
Die Bedeutung des Grundstücks wurde in einer Aufstellung des Jahres 1829 unterstrichen: Unterhalb des Wohnhauses befand sich ein Gewölbekeller zur Lagerung des Weines, zwei Keltern gehörten zum Grundstück. Außerdem war ein für die Grundwasserversorgung der Stadt bedeutsamer Brunnen hier zu finden. Selbst die Scheune des Hauses war unterkellert. Über Jacob Frainier kam sein Sohn Sebastian Frainier an den Bau. Seine Witwe lebte noch einige Zeit hier, ehe das Anwesen an den Kaufmann Joseph Leininger veräußert wurde.
Im Jahr 1872 wurde das Grundstück verkleinert, wobei der östliche Teil mit der Scheune abgetrennt wurde. Das neuentstandene Grundstück mit der Hausnummer 196 beherbergt heute die Barockscheune mit dem gleichnamigen Museum. Zu diesem Zeitpunkt lebte der Essigfabrikant Martin Pfriem im Haus. Ihm folgte die Weinhändlerfamilie Sauer nach, die bis ins 20. Jahrhundert hier lebte. In den Räumlichkeiten wurde nun auch der Weingutsbetrieb untergebracht, der noch in den 1950er von Eugen Müller und seiner Frau Maria weitergeführt wurde. 1979 erfolgte ein Umbau zu einem Bürohaus.

## Beschreibung
Das Haus Weinstraße 5 wird vom Bayerischen Landesamt für Denkmalpflege als Baudenkmal eingeordnet. Untertägige Reste von Vorgängerbauten sind als Bodendenkmal vermerkt. Daneben ist es Teil des Ensembles Altstadt Volkach. Das Haus präsentiert sich als zweigeschossiges Giebelhaus. Bei der barocken Erneuerung brachte man an der Straßenseite das Mansarddach an. Älter ist dagegen der rückseitige Treppengiebel. Vor dem Haus wurde 2009 ein moderner Brunnen errichtet, der an die wichtige Funktion des Anwesens für die historische Wasserversorgung der Stadt erinnert.
Im Erdgeschoss wird das Haus von seinem Durchfahrtstor mit Segmentbogen dominiert, das auf die wirtschaftliche Nutzung des typischen Häckerhauses verweist. Eine Inschrift am Türsturz besteht aus der Jahreszahl 1820 und gibt Hinweise auf eine weitere Renovierung. Die Fenstergewände des Hauses weisen Ohrungen auf und wurden fasziert. Im Obergeschoss ist eine Figurennische zu finden, die hier ursprünglich angebrachte Hausfigur fehlt allerdings. Im Inneren hat sich der spätgotische Dachstuhl weitgehend erhalten.